# Чепик (присілок)
Чепи́к (рос. Чепык) — присілок в Дебьоському районі Удмуртії, Росія.

## Населення
Населення — 71 особа (2010; 101 в 2002).
Національний склад станом на 2002 рік:
- удмурти — 94 %

## Урбаноніми[3]
- вулиці — Лучна, Річкова, Травнева